# Classe Champlain
Le navi da trasporto leggero (BAtiments de TRAnsports Légers - BATRAL) della classe Champlain sono state delle navi da trasporto anfibio della Marine nationale francese.

La loro denominazione NATO è Landing Ship Tank (LST), o eventualmente Landing Ship Medium (LSM).

La nave è in grado di trasportare 1 LCVP e 1 LCPS o 2 LCVP.

La Marine nationale ha sostituito le ultime 3 BATRAL – che erano dislocate oltremare – con 3 delle 4 navi multi-mussione della classe d'Entrecasteaux (B2M).

## Navi
| Nome                               | In servizio      | Disarmo          | Note |
| Marine nationale                   | Marine nationale | Marine nationale | Marine nationale |
| ---------------------------------- | ---------------- | ---------------- | --- |
| Champlain (L 9030)                 | 1974             | 2004             | basata a Tolone dal 1974 al 2000 basata a Fort-de-France in Martinica dal 2000 al 2004 affondata al largo della Martinica il 27 ottobre 2004 |
| Francis Garnier (L 9031)           | 1974             | 2011             | basata a Fort-de-France in Martinica dal 1974 al 2000 basata a Tolone dal 2000 al 2004 basata a Fort-de-France in Martinica dal 2004 al 2011 |
| Dumont d'Urville (L 9032)          | 1983             | 2017             | basata a Papeete in Polinesia francese dal 1983 al 2010 basata a Fort-de-France in Martinica dal 2010 al 2017                                |
| Jacques Cartier (L 9033)           | 1983             | 2013             | basata a Nouméa in Nuova Caledonia dal 1983 al 2013                                                                                          |
| La Grandière (L 9034)              | 1987             | 2016             | basata a Port-des-Galets a La Riunione dal 1987 al 2016                                                                                      |
| Marine nationale (Costa d'Avorio)  |                  |                  | |
| Elephant                           | 1977             | in servizio      | |
| Marine royale                      |                  |                  | |
| Daoud Ben Aicha (402)              | 1977             | in servizio      | |
| Ahmed Es Skali (403)               | 1977             | in servizio      | |
| Abou Abdallah El Ayachi (404)      | 1978             | in servizio      | |
| Armada de Chile                    |                  |                  | |
| Maipo (R91)                        | 1982             | 1988             | |
| Rancagua (R92)                     | 1983             | in servizio      | |
| Chacabuco (R95)                    | 1986             | in servizio      | |
| Marine nationale (Gabon)           |                  |                  | |
| President el Hadj Omar Bongo (L05) | 1984             | in servizio      | |